# Sweetener World Tour
Sweetener World Tour – czwarta trasa koncertowa amerykańskiej piosenkarki Ariany Grande, która rozpoczęła 18 marca 2019 roku w Albany w Nowym Jorku na arenie Times Union Center w ramach promocji jej obu albumów studyjnych Sweetener (2018) oraz Thank U, Next (2019). Jej zakończenie miało miejsce 22 grudnia 2019 roku w Inglewood w Kalifornii w Kia Forum. Oficjalnym sponsorem trasy była firma American Express, która także miała swój wkład w prywatne koncerty Grande, pod nazwą The Sweetener Sessions mające miejsce jeszcze w sierpniu i wrześniu 2018 roku.

## Geneza
6 maja 2018 roku na swoim Twitterze Grande żartobliwie zdradziła o kolejnej trasie, tym razem po Neptunie z pozwoleniem agencji kosmicznej NASA na promowanie krążka Sweetener, potwierdzonego kilka dni wcześniej podczas wizyty w programie Jimmy’ego Fallona. Trzy miesiące później piosenkarka ujawniła rzeczy o planach dotyczących tournée, oświadczając, że jej współpracownicy „zaczęli już wszystko”. Tego samego roku artystka wyruszyła w trasę promocyjną swojego czwartego albumu, pt. The Sweetener Sessions, która rozpoczęła się 20 sierpnia br., tuż po jej występie na gali MTV Video Music Awards 2018, gdzie wygrała ona statuetkę w kategorii najlepszy teledysk pop za „No Tears Left to Cry”, oraz wystąpiła z singlem „God Is a Woman”. Tuż po zakończeniu tury dnia 4 września w Londynie w Wielkiej Brytanii, wejściówki dla VIP-ów były dostępne na oficjalnej stronie internetowej piosenkarki. 24 października Grande potwierdziła nazwę trasy jako „Sweetener World Tour”, natomiast dzień później ukazano jej daty koncertów w Stanach Zjednoczonych i Kanadzie.
Pierwsza część trasy objęta w 52 koncerty na terenie Ameryki Północnej rozpoczęła się 18 marca 2019 w Albany na arenie Times Union Center, a zakończyła się ona 13 lipca tego samego roku w Salt Lake City na arenie Vivint Smart Home. Jej przedsprzedaż biletów rozpoczęła się 1 listopada 2018 roku trwając do 3 listopada, tuż przed wydaniem singla „Thank U, Next”, natomiast oficjalna sprzedaż ruszyła w poniedziałek, 5 listopada wraz ujawnieniem supportu, którym jest Normani Kordei, była członkini amerykańskiego girlsbandu Fifth Harmony, a także duet Social House. Dzięki dużemu zainteresowaniu dodano dodatkowe koncerty w Chicago, Los Angeles, Miami, Brooklynie, Nowym Jorku, Waszyngtonie, Bostonie, Filadelfii i Toronto. 14 stycznia 2019 r. oznajmiono, że daty koncertów w Chicago, Indianapolis, Columbus, Milwaukee, St. Louis, Saint Paul, Denver i Salt Lake City zostały przeniesione na inny termin, a w Raleigh i Omahie odwołano ze względu na występy Grande, które będą miały miejsce 14 i 21 kwietnia br. na Coachella Valley Music and Arts Festival.
14 grudnia 2018 r. Grande na swoich Instagram Stories ujawniła daty 28 występów, które odbędą się na terenie Europy, z czego pierwszy koncert odbędzie się 17 sierpnia 2019 r. w Londynie na O2 Arenie, kończąc na 13 października tego samego roku w Zurychu w Szwajcarii na Hallenstadion. Na liście nie znalazł się ostatecznie koncert w Manchesterze, jednakże ma on być specjalny. Przedsprzedaż biletów drugiej części trasy miała miejsce 18 do 20 grudnia, oraz od 19 do 21 grudnia. 20 grudnia rozpoczęto oficjalną sprzedaż biletów dla innych krajów, a dzięki masywnym zainteresowaniu dodano kolejne daty koncertów w Amsterdamie, Paryżu i Dublinie. W Wielkiej Brytanii możliwość zakupu biletów odbyła się dzień później, natomiast też daty występów w Londynie, Birminghamie, Dublinie i Hamburgu podwoiły się w ciągu trzech miesięcy. Dzięki masywnemu zainteresowaniu Grande dodała dwie dodatkowe daty koncertów w Londynie, które odbędą się 15 i 16 października br. Ariana na swoim Instagramie ogłosiła kolejne daty koncertów w Stanach Zjednoczonych, a koncerty będą miały miejsce od 9 listopada do 21 grudnia br.

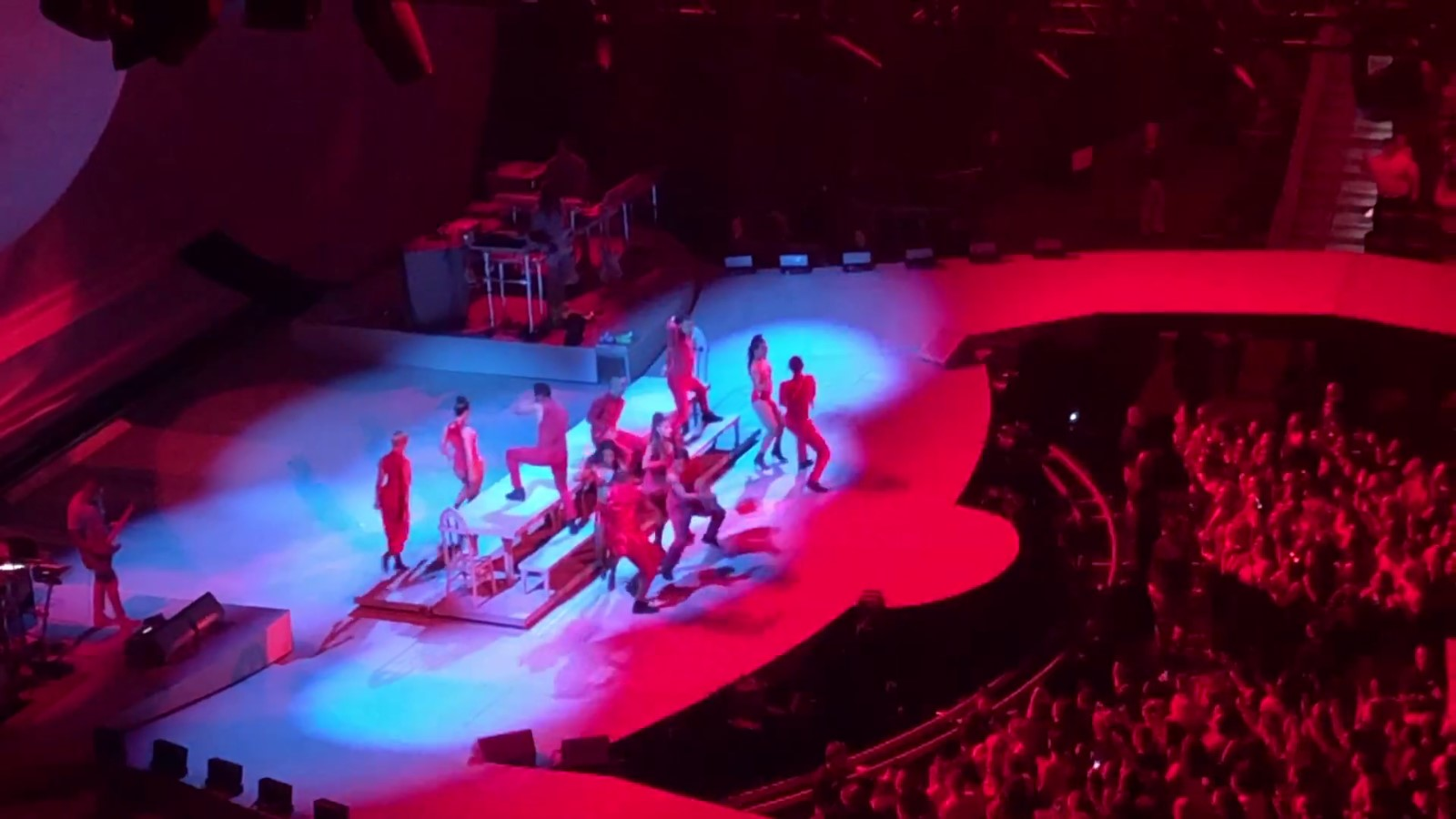
Grande, występując w Tampa

## Setlista
Ta setlista obowiązuje koncertu mającego miejsce we wtorek, 18 marca 2019 roku w Albany w Nowym Jorku na arenie Times Union Center. Nie jest ona regularna podczas kolejnych występów.
Support
Social House
01. "At Least We Can Say That We Tired"
02. "Love Me Back"
03. "Why You Always Got To Start Something"
04. "Tropical Rain"
05. "Magic in the Hamptons"
06. "Haunt You"
Normani (tylko pierwsza część trasy)
01. "Checklist"
02. "Waves"
03. "One in a Million"
04. "Diamonds"
05. "All In My Head (Flex)/He Like That/Down"
06. "Work From Home"
07. "Worth It"
08. "BO$$"
09. "Going Bad/Lose Control/1 Thing/I’m a Slave 4 U/Freakum Dress
10. Dancing With a Stranger
11. "Love Lies"
Ella Mai (tylko Europejska część trasy)
01. "Love Me Like That (Champion Love)"
02. "Cheap Shot"
03. "Shot Clock"
04. "Put It All One Me"
05. "10,000 Hours"
06. "Boo'd Up"
07. "Naked"
08. "Trip"
Ariana Grande
Akt 1
01. "Raindrops (An Angel Cried)"
02. "God Is A Woman"
03. "Bad Idea"
04. "Break Up With Your Girlfriend, I’m Bored"
Akt 2
01. "R.E.M."
02. "Be Alright"
03. "Sweetener" / "Successful" (Medley)
04. "Side To Side" / "Bloodline" (Medley)
05. "7 Rings"
Akt 2 (na późniejszych koncertach)
01. "R.E.M."
02. "Be Alright"
03. "Sweetener"
04. "Side To Side"
05. "7 Rings
Akt 3
01. "Love Me Harder" / "Breathin" (Medley)
02. "Needy"
03. "Fake Smile"
04. "Make Up"
05. "Right There" / "You'll Never Know" / "Break Your Heart Right Back" (Medley)
06. "NASA"
07. "Goodnight N Go" / "Get Well Soon"  (Get Well Soon zastąpiło Goodnight N Go po pierwszych koncertach z trasy)
Akt 3 (Europejska część trasy)
01. "Love Me Harder" / "Breathin" (Medley)
02. "Needy"
03. "Fake Smile"
04. "Make Up"
05. "Right There" / "You'll Never Know" / "Break Your Heart Right Back" (Medley)
06. "NASA"
07. "Only 1" / "Tattoed Heart"  (Tattoed Heart zastąpiło Only 1 po pierwszych koncertach z trasy Europejskiej)
Akt 3 (Ostatnia część trasy)
01. "Breathin"
02. "Needy"
03. "Fake Smile"
04. "Make Up"
05. "December" / "True Love" / "Wit It This Christmas" / "Santa Tell Me" (Medley)
06. "NASA"
07. "Winter Things" / "Get Well Soon" / "Honeymoon Avenue" (Get Well Soon zastąpiło Winter Things, a Get Well Soon zastąpiło później Honeymoon Avenue)
Akt 4
01. "Everytime"
02. "One Last Time"
03. "The Light Is Coming"
04. "Into You"
Akt 4  (na późniejszych koncertach)
01. "Everytime"
02. "The Light Is Coming"
03. "Into You"
Akt 4 (Europejska część trasy)
01. "Boyfriend" (Zostało usunięte po kilku koncertach)
02. "Everytime"
03. "The Light Is Coming"
04. "Into You"
Akt 5
01. "Dangerous Woman"
02. "Break Free"
03. "No Tears Left To Cry"

Akt 5 (na późniejszych koncertach)
01. "Dangerous Woman"
02. "No Tears Left To Cry"
Bis
01. "Thank U, Next"

### Notatki
- Ze względu na dużą ilość piosenek w setliście, dużo z nich było skrócone
- Podczas pierwszego koncertu w Bostonie, Grande wystąpiła z utworem "Rule the World" wraz z 2 Chainzem[25].
- Podczas pierwszego koncertu w Waszyngtonie, Grande wystąpiła z niewydanym utworem, zatytułowanym "Got Her Own" z Victorią Monét[26].
- Podczas koncertu w Montrealu, drugiego koncertu w Los Angeles, pierwszych koncertów w Inglewood i Las Vegas oraz koncertu w Anaheim Grande wykonała utwór "Monopoly" razem z Victorią Monét[27].
- Podczas pierwszego koncertu na Coachella Valley Music and Arts Festival, Grande wykonała "Break Up with Your Girlfriend, I’m Bored" i "Tearin' Up My Heart" z NSYNC, "Side to Side" i "Bang Bang" z Nicki Minaj, oraz "Mo Money Mo Problems" z Diddy i Masem. "Successful", "Bloodline", "Fake Smile", "Make Up", "You'll Never Know", "Everytime" oraz "One Last Time" nie zostały wykonane[28].
- Podczas drugiego koncertu na Coachella Valley Music and Arts Festival, Grande wykonała "Bang Bang", oraz "Sorry" razem z Justinem Bieberem. "Successful", "Bloodline", "Fake Smile", "Make Up", "You'll Never Know", "Goodnight n Go", "Everytime" oraz "One Last Time" nie zostały wykonane[29].
- Począwszy od koncertu w Edmonton utwór "One Last Time" został usunięty z setlisty[30].
- Począwszy od koncertu w Phoenix utwór "Goodnight N Go" został usunięty z setlisty i zastąpiony utworem "Get Well Soon"[31].
- Podczas koncertu w Charlotte, Grande wystąpiła z utworami "Tattooed Heart" i "Piano"[32].
- Zaczynając z drugim koncertem w Waszyngtonie, utwór "Bloodline" został usunięty z setlisty ze względu na problemy związane z choreografią[33].
- Podczas koncertu na festiwalu Lollapalooza w Chicago, Grande wystąpiła z utworem "Boyfriend" z gościnnym udziałem duetu Social House. "Raindrops (An Angel Cried)", "Successful", "Love Me Harder", "Fake Smile", "Make Up", "Right There", "You'll Never Know", "Break Your Heart Right Back" i "Everytime" nie zostały wykonane[34].
- Zaczynając z pierwszym koncertem w Londynie, utwór "Get Well Soon" został usunięty z setlisty i zastąpiony nagraniem "Only 1". Został także dodany singel "Boyfriend"[35].
- Podczas swojego koncertu na festiwalu Manchester Pride, Grande wystąpiła jedynie z utworami "No Tears Left to Cry", "Be Alright", "Break Up with Your Girlfriend, I’m Bored", "Side to Side", "7 Rings", "Break Free", "Breathin", "Thank U, Next" i "One Last Time"[36].
- Począwszy od koncertu w Wiedniu utwór "Boyfriend" został usunięty z setlisty
- Podczas trzeciego koncertu w Dublinie utwory "Successful" i "Only 1" nie zostały wykonane
- Począwszy od koncertu w Berlinie utwór "Successful" został usunięty z setlisty
- Począwszy od koncertu w Oslo utwór "Only 1" zostały usunięty z setlisty i zastąpiony utworem "Tattooed Heart"[37].
- Począwszy od koncertu w Uniondale utwory "Love Me Harder", "Right There", "You’ll Never Know" i “Break Your Heart Right Back" zostały usunięte z setlisty, a utwory "December", "True Love", "Wit It This Christmas", "Santa Tell Me" i "Winter Things" zostały dodane do setlisty.  Natomiast utwór "Into You" nie został wykonany
- Podczas trzeciego koncertu w Brooklynie, Grande wykonała utwór "Tattoed Heart". Utwór "Winter Things" nie został wykonany
- Podczas drugiego koncertu w Atlancie, Grande wykonała utwory "I Think You're Swell" oraz "Give It Up" odpowiednio wraz z Mattem Bennettem i Elizabeth Gillies, aktorami obsady serialu produkcji Nickelodeon, Victoria znaczy zwycięstwo (2010–2013)[38]. Natomiast utwory "Successful", "Everytime" i "Break Free" nie zostały wykonane
- Począwszy od koncertu w Raleigh utwór "Winter Things" został usunięty z setlisty i zastąpiony utworem "Get Well Soon"
- Zaczynając z koncertem w Orlando, utwór "Break Free" został usunięty z setlisty
- Podczas drugiego koncertu w Dallas, Grande wykonała utwór "Moonlight". Utwór "Get Well Soon" nie został wykonany
- Podczas drugiego koncertu w Phoenix, Grande wykonała utwór "Tattoed Heart". Utwór "Get Well Soon" nie został wykonany
- Począwszy od koncertu w Anaheim utwór "Get Well Soon" został usunięty z setlisty i zastąpiony utworem "Honeymoon Avenue".
- Podczas drugiego koncertu w Las Vegas, utwór "Successful" nie został wykonany

## Lista koncertów
| Data                 | Miejscowość      | Państwo           | Obiekt                                   | Support                     | Sprzedane bilety      | Dochód (USD)     |
| Ameryka Północna     | Ameryka Północna | Ameryka Północna  | Ameryka Północna                         | Ameryka Północna            | Ameryka Północna      | Ameryka Północna |
| -------------------- | ---------------- | ----------------- | ---------------------------------------- | --------------------------- | --------------------- | ---------------- |
| 18 marca 2019        | Albany           | Stany Zjednoczone | Times Union Center                       | Normani Kordei Social House | 11 432/11 432 (100%)  | 1 268 045        |
| 20 marca 2019        | Boston           | Stany Zjednoczone | TD Garden                                | Normani Kordei Social House | 13 125/ 13 125 (100%) | 1 670 045        |
| 22 marca 2019        | Buffalo          | Stany Zjednoczone | KeyBank Center                           | Normani Kordei Social House | 14 459/14 459 (100%)  | 1 470 630        |
| 25 marca 2019        | Waszyngton       | Stany Zjednoczone | Capital One Arena                        | Normani Kordei Social House | 13 598/13 598 (100%)  | 1 832 776        |
| 26 marca 2019        | Filadelfia       | Stany Zjednoczone | Wells Fargo Center                       | Normani Kordei Social House | 14 787/14 787 (100%)  | 1 799 863        |
| 28 marca 2019        | Cleveland        | Stany Zjednoczone | Quicken Loans Arena                      | Normani Kordei Social House | 14 763/14 763 (100%)  | 1 554 750        |
| 30 marca 2019        | Uncasville       | Stany Zjednoczone | Mohegan Sun Arena                        | Normani Kordei Social House | 7 097/ 7097 (100%)    | 1 112 692        |
| 1 kwietnia 2019      | Montreal         | Kanada            | Bell Centre                              | Normani Kordei Social House | 14 620/15 643 (100%)  | 1 440 460        |
| 3 kwietnia 2019      | Toronto          | Kanada            | Scotiabank Arena                         | Normani Kordei Social House | 14 663/14 663 (100%)  | 1 565 303        |
| 5 kwietnia 2019      | Detroit          | Stany Zjednoczone | Little Caesars Arena                     | Normani Kordei Social House | 13 698/13 698 (100%)  | 1 508 715        |
| 14 kwietnia 2019     | Indio            | Stany Zjednoczone | Coachella Valley Music and Arts Festival | N/A                         | N/A                   | N/A              |
| 21 kwietnia 2019     | Indio            | Stany Zjednoczone | Coachella Valley Music and Arts Festival | N/A                         | N/A                   | N/A              |
| 25 kwietnia 2019     | Edmonton         | Kanada            | Rogers Place                             | Normani Kordei Social House | 13 947/13 947 (100%)  | 1 493 948        |
| 27 kwietnia 2019     | Vancouver        | Kanada            | Rogers Arena                             | Normani Kordei Social House | 14 363/14 363 (100%)  | 1 617 978        |
| 30 kwietnia 2019     | Portland         | Stany Zjednoczone | Moda Center                              | Normani Kordei Social House | 13 692/13 692 (100%)  | 1 469 277        |
| 2 maja 2019          | San Jose         | Stany Zjednoczone | SAP Center                               | Normani Kordei Social House | 13 605/13 605 (100%)  | 1 730 098        |
| 3 maja 2019          | Sacramento       | Stany Zjednoczone | Golden 1 Center                          | Normani Kordei Social House | 13 886/13 886 (100%)  | 1 737 905        |
| 6 maja 2019          | Los Angeles      | Stany Zjednoczone | Staples Center                           | Normani Kordei Social House | 27 916/ 27 916 (100%) | 3 277 659        |
| 7 maja 2019          | Los Angeles      | Stany Zjednoczone | Staples Center                           | Normani Kordei Social House | 27 916/ 27 916 (100%) | 3 277 659        |
| 10 maja 2019         | Inglewood        | Stany Zjednoczone | Kia Forum                                | Normani Kordei Social House | 14 417/14 417 (100%)  | 2 149 419        |
| 11 maja 2019         | Las Vegas        | Stany Zjednoczone | T-Mobile Arena                           | Normani Kordei Social House | 15 194/15 194 (100%)  | 1 555 349        |
| 14 maja 2019         | Phoenix          | Stany Zjednoczone | Talking Stick Resort Arena               | Normani Kordei Social House | 13 343/13 343 (100%)  | 1 492 678        |
| 17 maja 2019         | San Antonio      | Stany Zjednoczone | AT&T Center                              | Normani Kordei Social House | 14 860/14 860 (100%)  | 1 678 465        |
| 19 maja 2019         | Houston          | Stany Zjednoczone | Toyota Center                            | Normani Kordei Social House | 12 483/12 483 (100%)  | 1 602 420        |
| 21 maja 2019         | Dallas           | Stany Zjednoczone | American Airlines Center                 | Normani Kordei Social House | 14 262/14 262 (100%)  | 1 601 901        |
| 23 maja 2019         | Oklahoma City    | Stany Zjednoczone | Chesapeake Energy Arena                  | Normani Kordei Social House | 12 668/12 668 (100%)  | 1 347 629        |
| 25 maja 2019         | Nowy Orlean      | Stany Zjednoczone | Smoothie King Center                     | Normani Kordei Social House | 12 889/12 889 (100%)  | 1 376 994        |
| 31 maja 2019         | Miami            | Stany Zjednoczone | American Airlines Arena                  | Normani Kordei Social House | 26 704/26 704 (100%)  | 3 146 471        |
| 1 czerwca 2019       | Miami            | Stany Zjednoczone | American Airlines Arena                  | Normani Kordei Social House | 26 704/26 704 (100%)  | 3 146 471        |
| 4 czerwca 2019       | Chicago          | Stany Zjednoczone | United Center                            | Normani Kordei Social House | 28 941/28 941 (100%)  | 3 468 667        |
| 8 czerwca 2019       | Chicago          | Stany Zjednoczone | United Center                            | Normani Kordei Social House | 28 941/28 941 (100%)  | 3 468 667        |
| 7 czerwca 2019       | Nashville        | Stany Zjednoczone | Bridgestone Arena                        | Normani Kordei Social House | 13 835/13 835 (100%)  | 1 437 761        |
| 8 czerwca 2019       | Atlanta          | Stany Zjednoczone | State Farm Arena                         | Normani Kordei Social House | 12 317/12 317 (100%)  | 1 220 686        |
| 10 czerwca 2019      | Charlotte        | Stany Zjednoczone | Spectrum Center                          | Normani Kordei Social House | 14 972/14 972 (100%)  | 1 550 790        |
| 12 czerwca 2019      | Pittsburgh       | Stany Zjednoczone | PPG Paints Arena                         | Social House                | 14 343/14 343 (100%)  | 1 518 932        |
| 14 czerwca 2019      | Brooklyn         | Stany Zjednoczone | Barclays Center                          | Normani Kordei Social House | 28 972/28 972 (100%)  | 4 378 453        |
| 15 czerwca 2019      | Brooklyn         | Stany Zjednoczone | Barclays Center                          | Normani Kordei Social House | 28 972/28 972 (100%)  | 4 378 453        |
| 18 czerwca 2019      | Nowy Jork        | Stany Zjednoczone | Madison Square Garden                    | Normani Kordei Social House | 28 576/28 576 (100%)  | 5 492 909        |
| 19 czerwca 2019      | Nowy Jork        | Stany Zjednoczone | Madison Square Garden                    | Normani Kordei Social House | 28 576/28 576 (100%)  | 5 492 909        |
| 21 czerwca 2019      | Waszyngton       | Stany Zjednoczone | Capital One Arena                        | Normani Kordei Social House | 13 897/13 897 (100%)  | 1 782 835        |
| 22 czerwca 2019      | Boston           | Stany Zjednoczone | TD Garden                                | Normani Kordei Social House | 13 242/13 242 (100%)  | 1 628 077        |
| 24 czerwca 2019      | Filadelfia       | Stany Zjednoczone | Wells Fargo Center                       | Normani Kordei Social House | 14 968/14 968 (100%)  | 1 807 505        |
| 26 czerwca 2019      | Toronto          | Kanada            | Scotiabank Arena                         | Normani Kordei Social House | 15 073/15 073 (100%)  | 1 539 282        |
| 29 czerwca 2019      | Indianapolis     | Stany Zjednoczone | Bankers Life Fieldhouse                  | Normani Kordei Social House | 13 773/13 773 (100%)  | 1 346 335        |
| 1 lipca 2019         | Columbus         | Stany Zjednoczone | Schottenstein Center                     | Normani Kordei Social House | 13 576/13 576 (100%)  | 1 361 839        |
| 5 lipca 2019         | Milwaukee        | Stany Zjednoczone | Fiserv Forum                             | Normani Kordei Social House | 12 040/12 040 (100%)  | 1 310 830        |
| 6 lipca 2019         | St. Louis        | Stany Zjednoczone | Enterprise Center                        | Normani Kordei Social House | 14 474/14 474 (100%)  | 1 547 186        |
| 8 lipca 2019         | Saint Paul       | Stany Zjednoczone | Xcel Energy Center                       | Normani Kordei Social House | 14 789/14 789 (100%)  | 1 751 076        |
| 11 lipca 2019        | Denver           | Stany Zjednoczone | Pepsi Center                             | Normani Kordei Social House | 13 258/13 258 (100%)  | 1 446 520        |
| 13 lipca 2019        | Salt Lake City   | Stany Zjednoczone | Vivint Smart Home Arena                  | Normani Kordei Social House | 12 569/12 569 (100%)  | 1 163 364        |
| 4 sierpnia 2019      | Chicago          | Stany Zjednoczone | Grant Park                               | N/A                         | N/A                   | N/A              |
| Europa               |                  |                   |                                          |                             |                       |                  |
| 17 sierpnia 2019     | Londyn           | Wielka Brytania   | O2 Arena                                 | Ella Mai Social House       | 49 950/51 426         | 5 313 530        |
| 19 sierpnia 2019     | Londyn           | Wielka Brytania   | O2 Arena                                 | Ella Mai Social House       | 49 950/51 426         | 5 313 530        |
| 20 sierpnia 2019     | Londyn           | Wielka Brytania   | O2 Arena                                 | Ella Mai Social House       | 49 950/51 426         | 5 313 530        |
| 23 sierpnia 2019     | Amsterdam        | Holandia          | Ziggo Dome                               | Ella Mai Social House       | 32 407/32 407 (100%)  | 2 423 340        |
| 24 sierpnia 2019     | Amsterdam        | Holandia          | Ziggo Dome                               | Ella Mai Social House       | 32 407/32 407 (100%)  | 2 423 340        |
| 25 sierpnia 2019     | Manchester       | Wielka Brytania   | Mayfield                                 | N/A                         | N/A                   | N/A              |
| 27 sierpnia 2019     | Paryż            | Francja           | AccorHotels Arena                        | Ella Mai Social House       | 31 521/32 520 (100%)  | 2 649 344        |
| 28 sierpnia 2019     | Paryż            | Francja           | AccorHotels Arena                        | Ella Mai Social House       | 31 521/32 520 (100%)  | 2 649 344        |
| 30 sierpnia 2019     | Antwerpia        | Belgia            | Sportpaleis                              | Ella Mai Social House       | N/A                   | N/A              |
| 1 września 2019      | Kolonia          | Niemcy            | Lanxess Arena                            | Ella Mai Social House       | 15 928/15 928 (100%)  | 1 460 540        |
| 3 września 2019      | Wiedeń           | Austria           | Wiener Stadthalle                        | Ella Mai Social House       | 15 090/15 090 (100%)  | 1 597 690        |
| 4 września 2019      | Praga            | Czechy            | O2 Arena                                 | Ella Mai Social House       | N/A                   | N/A              |
| 11 września 2019     | Amsterdam        | Holandia          | Ziggo Dome                               | Ella Mai Social House       | N/A                   | N/A              |
| 14 września 2019     | Birmingham       | Wielka Brytania   | Arena Birmingham                         | Ella Mai Social House       | 26 704/26 704 (100%)  | 2 774 610        |
| 15 września 2019     | Birmingham       | Wielka Brytania   | Arena Birmingham                         | Ella Mai Social House       | 26 704/26 704 (100%)  | 2 774 610        |
| 17 września 2019     | Glasgow          | Szkocja           | SSE Hydro                                | Ella Mai Social House       | 12 994/12 994 (100%)  | 1 342 620        |
| 19 września 2019     | Sheffield        | Wielka Brytania   | FlyDSA Arena                             | Ella Mai Social House       | N/A                   | N/A              |
| 22 września 2019     | Dublin           | Irlandia          | 3Arena                                   | Ella Mai Social House       | 37 905/37 905 (100%)  | 3 688 950        |
| 23 września 2019     | Dublin           | Irlandia          | 3Arena                                   | Ella Mai Social House       | 37 905/37 905 (100%)  | 3 688 950        |
| 25 września 2019     | Dublin           | Irlandia          | 3Arena                                   | Ella Mai Social House       | 37 905/37 905 (100%)  | 3 688 950        |
| 28 września 2019     | Hamburg          | Niemcy            | Barclaycard Arena                        | Ella Mai Social House       | 12 614/13 377         | 1 142 830        |
| 1 października 2019  | Kopenhaga        | Dania             | Royal Arena                              | Ella Mai Social House       | N/A                   | N/A              |
| 3 października 2019  | Oslo             | Norwegia          | Telenor Arena                            | Ella Mai Social House       | 23 911/23 911 (100%)  | 1 816 140        |
| 5 października 2019  | Helsinki         | Finlandia         | Hartwall Arena                           | Ella Mai Social House       | 11 547/11 547 (100%)  | 1 353 560        |
| 7 października 2019  | Sztokholm        | Szwecja           | Ericsson Globe                           | Ella Mai Social House       | N/A                   | N/A              |
| 9 października 2019  | Hamburg          | Niemcy            | Barclaycard Arena                        | Ella Mai Social House       | 11 553/11 553 (100%)  | 1 088 470        |
| 10 października 2019 | Berlin           | Niemcy            | Mercedes-Benz Arena                      | Ella Mai Social House       | 13 531/31 531 (100%)  | 1 216 250        |
| 13 października 2019 | Zurych           | Szwajcaria        | Hallenstadion                            | Ella Mai Social House       | 13 370/13 370 (100%)  | 1 367 790        |
| 15 października 2019 | Londyn           | Wielka Brytania   | O2 Arena                                 | Ella Mai Social House       | 26 369/29 062         | 3 061 320        |
| 16 października 2019 | Londyn           | Wielka Brytania   | O2 Arena                                 | Ella Mai Social House       | 26 369/29 062         | 3 061 320        |
| Ameryka Północna     |                  |                   |                                          |                             |                       |                  |
| 9 listopada 2019     | Uniondale        | Stany Zjednoczone | Nassau Veterans Memorial Coliseum        | Social House                | 11 464/11 464 (100%)  | 1 580 315        |
| 12 listopada 2019    | Brooklyn         | Stany Zjednoczone | Barclays Center                          | Social House                | 14 151/14 151 (100%)  | 1 982 444        |
| 15 listopada 2019    | Charlottesville  | Stany Zjednoczone | John Paul Jones Arena                    | Social House                | TBA                   | TBA              |
| 19 listopada 2019    | Atlanta          | Stany Zjednoczone | State Farm Arena                         | Social House                | TBA                   | TBA              |
| 22 listopada 2019    | Raleigh          | Stany Zjednoczone | PNC Arena                                | Social House                | 13 041/13 041 (100%)  | 1 385 720        |
| 24 listopada 2019    | Tampa            | Stany Zjednoczone | Amalie Arena                             | Social House                | 14 067/14 067 (100%)  | 1 430 092        |
| 25 listopada 2019    | Orlando          | Stany Zjednoczone | Amway Center                             | Social House                | 13 112/13 112 (100%)  | 1 431 037        |
| 27 listopada 2019    | Miami            | Stany Zjednoczone | American Airlines Arena                  | Social House                | 12 100/12 100 (100%)  | 1 411 818        |
| 1 grudnia 2019       | Jacksonville     | Stany Zjednoczone | VyStar Veterans Memorial Arena           | Social House                | TBA                   | TBA              |
| 3 grudnia 2019       | Columbia         | Stany Zjednoczone | Colonial Life Arena                      | Social House                | TBA                   | TBA              |
| 5 grudnia 2019       | Nashville        | Stany Zjednoczone | Bridgestone Arena                        | Social House                | TBA                   | TBA              |
| 7 grudnia 2019       | Memphis          | Stany Zjednoczone | FedExForum                               | Social House                | TBA                   | TBA              |
| 9 grudnia 2019       | Dallas           | Stany Zjednoczone | American Airlines Center                 | Social House                | TBA                   | TBA              |
| 12 grudnia 2019      | Phoenix          | Stany Zjednoczone | Talking Stick Resort Arena               | Social House                | TBA                   | TBA              |
| 13 grudnia 2019      | Anaheim          | Stany Zjednoczone | Honda Center                             | Social House                | TBA                   | TBA              |
| 15 grudnia 2019      | Las Vegas        | Stany Zjednoczone | MGM Grand Garden Arena                   | Social House                | TBA                   | TBA              |
| 17 grudnia 2019      | San Francisco    | Stany Zjednoczone | Chase Center                             | Social House                | TBA                   | TBA              |
| 18 grudnia 2019      | San Francisco    | Stany Zjednoczone | Chase Center                             | Social House                | TBA                   | TBA              |
| 21 grudnia 2019      | Inglewood        | Stany Zjednoczone | Kia Forum                                | Social House                | TBA                   | TBA              |
| 22 grudnia 2019      | Inglewood        | Stany Zjednoczone | Kia Forum                                | Social House                | TBA                   | TBA              |

## Odwołane koncerty
| Data              | Miejscowość | Państwo           | Obiekt                  | Powód odwołania                                       |
| ----------------- | ----------- | ----------------- | ----------------------- | ----------------------------------------------------- |
| 18 kwietnia 2019  | Omaha       | Stany Zjednoczone | CHI Health Center Omaha | Zmiany harmonogramu spowodowane festiwalem Coachella. |
| 4 czerwca 2019    | Raleigh     | Stany Zjednoczone | PNC Arena               | Zmiany harmonogramu spowodowane festiwalem Coachella. |
| 9 września 2019   | Kraków      | Polska            | Tauron Arena Kraków     | Powody osobiste artystki.                             |
| 17 listopada 2019 | Lexington   | Stany Zjednoczone | Rupp Arena              | Angina.                                               |